# フランチェスコ・ルジェッリ
フランチェスコ・ルジェッリ（Francesco Ruggieri、1630年 - 1698年）は、クレモナのヴァイオリン製作者。ニコロ・アマティの一番弟子だった。

## 概要
アンドレア・グァルネリとは同門の関係に当たる。ルジェッリの一族はクレモナの城壁の外側、サンベルナルド、サンセバスティアーノの教区に住んでいた。アマティの工房に長く働いていたために、作風はアマティに近い。他の弦楽器工房でもよくある話だが、ルジェッリの作品であるがアマティのラベルが貼って販売されたヴァイオリンが問題となり、裁判所で訴訟になったことがある。当時、アマティ本人の新作楽器はルジェッリの造った新作楽器の3倍もの値段で取引されていたからである。裁判の結果は知られていないが、ルジェッリはアマティの工房を影で長く支えていたのは事実である。

## チェロでの貢献
彼はヴァイオリンの他に、ヴィオラやチェロも制作したが、特にチェロについては評価が高く、従来よりも小柄の形状のチェロのスタイルを確立したことは高く評価されている。その形状は後にストラドやガルネリも模倣することになった。今日でも、彼の制作したチェロの形状は「ルジェッリモデル」として、後世の弦楽器製作者が模倣の対象にしている。

## 主な使用者
- チー・ユン ヴァイオリン　1669年製 (自己所有しており、キャリアの初期に使用)
- Astrig Siranossian チェロ　1676年製
- フェデリコ・アゴスティーニ ヴァイオリン　1678年製
- ジョヴァンニ・ソッリマ チェロ　1679年製
- Håkon Samuelsen チェロ　1687年製
- マーティン・スタンツェライト チェロ　1691年製
- Lauri Rantamoijanen チェロ　1693年製

## 弟子
フランチェスコ・ルジェッリには4人の弟子がいた。3人の息子と1人の孫である。しかしながら、フランチェスコ・ルジェッリが死去した後に、弦楽器製作者として大成したのは三男のVincenzo Ruggieriだけでだった。Vincenzoは27歳で独立してクレモナの城壁にほど近い場所に弦楽器工房を構えた。Vincenzoの楽器にもアマティの伝統的な製造の影響がみられる。
- Giovanni Battista Ruggieri (1653-1711) フランチェスコ・ルジェッリの長男 - 数少ないがいくつかの楽器は残されている。父親の技術を良く受け付いた美しい楽器であるが、特に新化した部分は見当たらないとされる。ただしいくつかのチェロにおいては新しいアーチが試みられ、スクロールも幅広になっているなど変化がみられる。
- Giacinto Ruggieri (1661-1697) フランチェスコ・ルジェッリの二男 - 数少ないがいくつかの楽器は残されている。他のファミリーの楽器より繊細で、やや細身とされている。
- Vincenzo Ruggieri (1663-1719) フランチェスコ・ルジェッリの三男 - 上記
- Antonio Ruggieri フランチェスコ・ルジェッリの孫（二男のGiacinto Ruggieriの息子） - 殆ど何も残されていない。

| スタブアイコン | サブスタブ | この項目は、まだ閲覧者の調べものの参照としては役立たない、人物に関連した書きかけの項目です。この項目を加筆・訂正などしてくださる協力者を求めています（P:人物伝/PJ:人物伝）。 |